# Chiefs de Saint-Hyacinthe
Les Chiefs de Saint-Hyacinthe sont une équipe de hockey sur glace de la Ligue nord-américaine de hockey de Saint-Hyacinthe au Canada.

## Historique
Ayant perdu le Laser de St-Hyacinthe (LHJMQ) en 1996, la ville de St-Hyacinthe accueillit en 2001 le Cousin de Saint-Hyacinthe, anciennement le Nova d'Acton Vale et membre de la LHSPQ (qui deviendra  la LNAH en 2004). En 2005, l'équipe changea de nom pour devenir le Cristal de Saint-Hyacinthe Un autre changement de nom s'effectua en 2006, où l'équipe devint le Top Design de Saint-Hyacinthe, nom du commanditaire principal. Finalement, en 2008, l'équipe change encore de nom pour devenir les Chiefs de Saint-Hyacinthe, le nom des Summum-Chiefs de St-Jean-sur-Richelieu ayant été libéré lorsque l'équipe fut achetée par le 98.3FM de Saguenay et y déménagea.
En novembre 2008, le directeur général de l'équipe, M. Fréderic Tremblay, démissionne de son poste. Il reste tout de même l'un des cinq propriétaires de l'équipe maskoutaine. Le 12 novembre 2008, la LNAH annonce l'imposition de sanctions exemplaires aux Chiefs de Saint-Hyacinthe pour non-respect du règlement sur le plafond salarial. Notamment l'équipe reçoit une amende de 10 000$, recule de quatre points au classement et perd son choix de première ronde en 2009.

### Autres noms
voici la liste des noms que l'équipe porta au fil des ans :
- Nova d'Acton Vale : 1996-2000
- Beaulieu d'Acton Vale : 2000-2001
- Cousin de Saint-Hyacinthe : 2001-2005
- Cristal de Saint-Hyacinthe : 2005-2006
- Top Design de Saint-Hyacinthe : 2006-2008
- Chiefs de Saint-Hyacinthe : 2008 - 2009

### Saisons en LNAH
Note: PJ : parties jouées, V : victoires, D : défaites, N : matchs nuls, DP : défaite en prolongation, DF : défaite en fusillade, Pts : Points, BP : buts pour, BC : buts contre, Pun : minutes de pénalité
| Saison  | PJ | V  | D  | N | DP | DF | Pts | Classement                | Séries éliminatoires        |
| ------- | -- | -- | -- | - | -- | -- | --- | ------------------------- | --------------------------- |
| 2006-07 | 48 | 18 | 25 | 0 | 3  | 2  | 41  | 7e place                  | Défaite en quart de finale  |
| 2005-06 | 56 | 14 | 39 | - | 1  | 2  | 31  | 9e place                  | Ne participe pas            |
| 2004-05 | 60 | 24 | 30 | 2 | 4  | 0  | 54  | 7e place                  | Défaite en quarts de finale |
| 2003-04 | 50 | 26 | 22 | 1 | 1  | -  | 54  | 3e place, division ouest  | ?                           |
| 2002-03 | 52 | 34 | 13 | 2 | 3  | -  | 73  | 1e place, division est    | ?                           |
| 2001-02 | 44 | 19 | 19 | 5 | 1  | -  | 44  | 5e place, division QSPHLE | ?                           |